# 臺中林氏宗祠
臺中林氏宗廟（當地人俗稱林祖厝）位於臺中市南區，於1985年（民國74年）11月27日公告為三級古蹟。原創建於清嘉慶年間，初名「林祿公祠」，建於內新莊（今臺中市大里區內新里）；台灣日治時期1930年（昭和5年）遷於現址。

## 沿革
林氏宗祠是由同屬漳州平和縣親族的霧峰林家林獻堂與樹仔腳林家林耀亭共同創辦，位於內新莊的林祿公祠召開第二次籌備會，會員推舉林獻堂為建築實行委員長，並決議新建宗祠應另擇它址重建。
- 1919年（大正8年），選定台中市老松町（現址），正式動工。
- 1921年（大正10年），第8任臺灣總督田健治郎贈送台中林氏宗祠「源遠流長」匾，是日治時期目前少數可以看到的日本高官所致贈的匾額。
- 1922年（大正11年），三川殿動工。
- 1924年（大正13年），三川殿完工，增建西室下山五間。
- 1928年（昭和3年），增建東室九間、西室頂山四間。
- 1930年（昭和5年），全部竣工，佔地約0.287公頃。
- 1985年，經中華民國內政部評定為三級古蹟。

## 建築
結構
建築以為閩南式傳統建築，為二進雙龍的合院式配置，屋面造形有硬山、歇山、捲棚及「升庵假四垂」等式樣。前後座落山門及正殿，而兩側則以過水連接護龍。宗祠只有祭祀功能，故未建後殿，改以橫向面九開間（五開間的山門及左右過水與護龍）的立面效果。除外埕廣場，林氏宗祠二進雙護龍的格局中藉由過水的空間安排，形成七個院落（內埕、天井）。從其建築平面中，可看見為順應風水觀念而形成前窄後寬的「畚箕厝」特殊造型。
木構架由漳籍名匠陳應彬打造，裝飾以雕刻、彩繪、文字、剪黏與泥塑為主。以木雕為重，其中山門及正殿的木構架為主要的表演場所，其精巧雕飾的巧工不可多見。石構由辛阿救打造。 
配置
- 正殿：奉祀林姓開山祖師比干和林姓祖宗牌位，配祀建廟有功人員的長生祿位
- 左護龍：供奉祖姑婆天上聖母
- 右護龍：管理辦公室

## 交通
臺中市公車（林祖厝站）
- 台中客運：33、60、82、101、102
- 統聯客運：50、59
- 豐榮客運：89
- 仁友客運：105
- 巨業交通：166
- 中台灣客運：125、281

## 外部連結
- 臺中市文化資產處—臺中林氏宗祠 （页面存档备份，存于）